# Port Charlotte (Escocia)
Port Charlotte (en gaélico escocés: Port Sgioba) es un pueblo situado en la isla de Islay, en las Hébridas Interiores (Escocia). Perteneciente a la parroquia de Kilchoman, fue ffundado en 1828 y, según el censo de 1991, tenía una población de 350 residentes.
Port Charlotte lleva el nombre de Lady Charlotte Campbell Bury, la madre de su fundador, el diputado escocés Walter Frederick CampbellSe fundó principalmente para proporcionar viviendas a la fuerza laboral de la destilería Lochindaal.
En 1833 se había construido una capilla en el pueblo que ya estaba en uso, pero lejos de estar terminada.
En 1846, se invitó a los contratistas a construir un muelle en Port Charlotte, que fue financiado por Thomas Pattison, destilador de Octomore, y diseñado por Pitbladdo de Bridgend, y que quedó completado en 1848
Algunas partes de los edificios de la antigua destilería se utilizan en la actualidad como albergue juvenil y centro de conservación para la vida silvestre. Otros son utilizados por un garaje cercano. Los almacenes restantes son actualmente propiedad de la destilería Bruichladdich y los utiliza para madurar su licor, llamado Port Charlotte, fuertemente turbado, llamado así en homenaje al pueblo y la destilería original.
Ubicada a orillas del Loch Indaal, Port Charlotte es una población muy pintoresca, con sus casas pintadas todas de blanco. Otra atracción turística de la localidad es el Museo de la Vida de Islay, que se encuentra en un antiguo edificio que pertenecía a la iglesia local.
En octubre de 1813, el barco corsario estadounidense The True Blooded Yankee capturó seis barcos mercantes que se encontraban en Port Charlotte, los dejó a la deriva y prendió fuego a tres.